# 16237 Emmakratcha
16237 Emmakratcha este o planetă minoră (asteroid) din centura de asteroizi. A fost descoperită pe 5 aprilie 2000 la Experimental Test Site⁠(d) de Lincoln Near-Earth Asteroid Research. 
Obiectul prezintă o orbită caracterizată de o semiaxă mare de 2,5518173 UAi, o excentricitate de 0,15, o înclinație de 6,85662 ° în raport cu ecliptica.